# Dossier pédocriminel de Westminster
Le dossier sur les pédophiles prétendument associés au gouvernement britannique est une dossier disparu au ministère de l'Intérieur britannique. Il a été constitué par le membre du Parlement britannique Geoffrey Dickens et remis au secrétaire d'État à l'Intérieur de l'époque, Leon Brittan, en 1984. 

## Historique
On ne sait pas où se trouve le dossier, ainsi que d'autres dossiers sur la maltraitance organisée d'enfants détenus par le Home Office.
En 2013, le ministère de l'Intérieur déclare que toutes les informations pertinentes ont été transmises à la police et que le dossier de Dickens n'avait pas été conservé. Il a été révélé plus tard que 114 documents concernant des allégations de maltraitance d'enfants manquaient.
En juillet 2014, le Parti travailliste appelle à une nouvelle enquête sur la manière dont les allégations avaient été traitées, et le Premier ministre, David Cameron, ordonne au secrétaire permanent du ministère de l'Intérieur, Mark Sedwill, d'enquêter sur les circonstances du dossier perdu.
Le 7 juillet 2014, la ministre de l'Intérieur, Theresa May, annonce qu'un examen du traitement des allégations historiques de maltraitance d'enfants sera dirigé par Peter Wanless, directeur général de la NSPCC, et la mise en place d'une commission d'enquête publique sur le devoir de diligence pris dans la protection des enfants contre les pédophiles par les institutions publiques britanniques, dirigée par un panel d'experts indépendants et présidée par Elizabeth Butler-Sloss. Elle démissionne de son poste de président de l'enquête quelques jours après.
Le 5 septembre 2014,c'est Fiona Woolf qui est nommée mais le 31 octobre 2014, elle démissionne à son tour.
Le 4 février 2015, la juge Lowell Goddard, un juge de la Haute Cour de Nouvelle-Zélande est nommée pour dirigé la commission. Le panel existant est dissous et l'enquête reçoit de nouveaux pouvoirs, devenant Independent Inquiry into Child Sexual Abuse. Le 4 août 2016, elle a aussi démissionne de son poste.